# Mitsubishi Heavy Industries Football Club 1988-1989
Questa voce raccoglie le informazioni riguardanti il Mitsubishi Heavy Industries nelle competizioni ufficiali della stagione 1988-1989.

## Stagione
Eliminato in semifinale di coppa di Lega e presto uscito dalla Coppa dell'Imperatore il Mitsubishi Heavy Industries, che nella sessione estiva di calciomercato aveva acquistato il suo primo straniero (l'attaccante cinese Zhao Dayu) rimase inchiodato sul fondo della classifica della Japan Soccer League. Nonostante un disperato tentativo di rimonta nel finale, il Mitsubishi Heavy Industries non riuscì ad abbandonare l'ultimo posto finendo per risultare retrocesso con un turno di anticipo.

## Maglie e sponsor
Le maglie sono prodotte dalla Puma.
| Manica sinistra · Manica sinistra · Maglietta · Maglietta · Manica destra · Manica destra · Pantaloncini · Calzettoni |

## Rosa
| N. |                     | Ruolo | Calciatore         |
| -- | ------------------- | ----- | ------------------ |
| 8  | Giappone (bandiera) | C     | Atsushi Natori     |
| 9  | Giappone (bandiera) | A     | Hiromi Hara        |
|    | Giappone (bandiera) | P     | Hiroyuki Takahashi |
|    | Giappone (bandiera) | P     | Akihisa Sonobe     |
|    | Giappone (bandiera) | D     | Katsuyoshi Shintō  |
|    | Giappone (bandiera) | D     | Tadashi Sasaki     |
|    | Giappone (bandiera) | D     | Kazuo Saitō        |
|    | Giappone (bandiera) | D     | Satoshi Kitasato   |
|    | Giappone (bandiera) | D     | Makoto Taguchi     |
|    | Giappone (bandiera) | D     | Akinori Mikami     |
|    | Giappone (bandiera) | D     | Hisataka Ikuta     |
|    | Giappone (bandiera) | D     | Yoshimasa Miyazaki |
|    | Giappone (bandiera) | D     | Yoichi Tachibana   |

| N. |                     | Ruolo | Calciatore        |
| -- | ------------------- | ----- | ----------------- |
|    | Giappone (bandiera) | D     | Morihiko Yamaji   |
|    | Giappone (bandiera) | C     | Hiroyuki Tsujiya  |
|    | Giappone (bandiera) | C     | Satoru Bekku      |
|    | Giappone (bandiera) | C     | Shūzō Nakamura    |
|    | Giappone (bandiera) | C     | Hiroshi Muramatsu |
|    | Giappone (bandiera) | C     | Osamu Hirose      |
|    | Giappone (bandiera) | C     | Hiroshi Nagatomi  |
|    | Giappone (bandiera) | A     | Yasushi Yoshida   |
|    | Giappone (bandiera) | A     | Norihiro Yasuda   |
|    | Cina (bandiera)     | A     | Zhao Dayu         |
|    | Giappone (bandiera) | A     | Satoru Watabe     |
|    | Giappone (bandiera) | A     | Yasushi Matsumoto |

## Risultati

### Japan Soccer League

#### Girone di andata
| Kashima 25 settembre 1988 | Sumitomo Metals | 2 – 1 | Mitsubishi HI |  |

| Tokyo 1º ottobre 1988 | Mitsubishi HI | 2 – 2 | Yomiuri |  |

| Tokyo 6 ottobre 1988 | Mitsubishi HI | 0 – 0 | Yamaha Motors |  |

| Kawasaki 10 ottobre 1988 | NKK | 2 – 2 | Mitsubishi HI | Todoroki Stadium |

| Tokyo 16 ottobre 1988 | Mitsubishi HI | 0 – 1 | Matsushita Electric |  |

| Tokyo 23 ottobre 1988 | Mitsubishi HI | 0 – 0 | Furukawa Electric |  |

| Yokohama 30 ottobre 1988 | Nissan Motors | 1 – 0 | Mitsubishi HI | Mitsuzawa Stadium |

| Tokyo 6 novembre 1988 | Mitsubishi HI | 0 – 0 | Yanmar Diesel |  |

| Yokohama 12 novembre 1988 | ANA | 0 – 0 | Mitsubishi HI | Mitsuzawa Stadium |

| Tokyo 20 novembre 1988 | Mitsubishi HI | 0 – 1 | Fujita |  |

| Hamamatsu 27 novembre 1988 | Honda Motor | 2 – 1 | Mitsubishi HI | Honda Soccer Stadium |

#### Girone di ritorno
| Tokyo 26 febbraio 1989 | Yomiuri | 1 – 0 | Mitsubishi HI | National Stadium |

| Tokyo 5 marzo 1989 | Mitsubishi HI | 0 – 1 | Matsushita Electric |  |

| Kawasaki 12 marzo 1989 | NKK | 2 – 2 | Mitsubishi HI | Todoroki Stadium |

| Ichihara 19 marzo 1989 | Furukawa Electric | 2 – 0 | Mitsubishi HI |  |

| Tokyo 26 marzo 1989 | Mitsubishi HI | 2 – 2 | Nissan Motors |  |

| Osaka 2 aprile 1989 | Yanmar Diesel | 1 – 1 | Mitsubishi HI | Nagai Stadium |

| Tokyo 9 aprile 1989 | Mitsubishi HI | 0 – 3 | ANA |  |

| Tokyo 16 aprile 1989 | Fujita | 1 – 1 | Mitsubishi HI |  |

| Tokyo 22 aprile 1989 | Mitsubishi HI | 3 – 2 | Honda Motor |  |

| Tokyo 26 aprile 1989 | Mitsubishi HI | 0 – 0 | Sumitomo Metals |  |

| Iwata 30 aprile 1989 | Yamaha Motors | 2 – 1 | Mitsubishi HI |  |

### Japan Soccer League Cup
| 28 agosto 1988 | Mitsubishi HI | 4 – 1 | Kawasaki Steel |  |

| Ueno 3 settembre 1988 | Mitsubishi HI | 2 – 1 | Fujita |  |

| Ueno 4 settembre 1988 | Mitsubishi HI | 2 – 1 | ANA |  |

| Yokkaichi 10 settembre 1988 | Nissan Motors | 2 – 0 | Mitsubishi HI |  |

### Coppa dell'Imperatore
| Hiroshima 24 dicembre 1988 | Mitsubishi HI | 1 – 0 | Mazda |  |

| Hiroshima 25 dicembre 1988 | Mitsubishi HI | 1 – 2 | Sumitomo Metals |  |

## Statistiche

### Statistiche di squadra
| Competizione          | Punti | Totale | Totale | Totale | Totale | Totale | Totale | DR  |
| Competizione          | Punti | G      | V      | N      | P      | Gf     | Gs     | DR  |
| --------------------- | ----- | ------ | ------ | ------ | ------ | ------ | ------ | --- |
| JSL Division 1        | 14    | 22     | 1      | 11     | 10     | 14     | 27     | -13 |
| JSL Cup               | -     | 4      | 3      | 0      | 1      | 8      | 5      | +3  |
| Coppa dell'Imperatore | -     | 2      | 1      | 0      | 1      | 2      | 2      | 0   |
| Totale                | -     | 28     | 5      | 11     | 12     | 24     | 34     | -10 |